# Термооптична аберація
Термооптична аберація — аберація оптичної системи, що виникає внаслідок неоднорідних температурних змін різних частин оптичного приладу. Виявляється в зміні розташування та розмірів зображення.